# Cynthia Uwak
Cynthia Uwak (15 luglio 1986) è una calciatrice nigeriana, attaccante del Nurmijärven Jalkapalloseura (NJS).
In carriera ha vinto due campionati nazionali e ha vestito la nazionale nigeriana con cui ha conquistato due campionati africani.

## Carriera

### Club
Cynthia Uwak inizia la sua carriera nel campionato finlandese femminile di calcio, giocando per il Kuopion MimmiFutis (KMF) dalla stagione 2005, e rimanendo per la maggior parte della carriera in Scandinavia con le sole eccezioni dei campionati francese e tedesco.
Trasferitasi in Francia nel 2008, Uwak sigla un contratto con l'Olympique Lione per giocare in Division 1 Féminine il campionato 2008-2009. Benché le sue presenze nella squadra si limitino alla squadra riserve iscritta alla D3, senza maturare alcuna presenza con la squadra titolare, condivide con le compagne la conquista del titolo di Campione di Francia.
All'Åland United dalla stagione di Naisten Liiga 2012, il campionato successivo contribuisce, anche grazie alle 18 reti siglate che le faranno vincere la classifica dei capocannonieri, a conquistare il suo secondo titolo nazionale personale e il secondo per la società di Lemland.

## Palmarès

### Club
- Campionato francese: 1

Olympique Lione: 2008-2009
- Campionato finlandese: 1

Åland United: 2013

### Nazionale
- Coppa delle Nazioni Africane femminile: 2

2004, 2006

### Individuale
- Capocannoniere: 1

Naisten Liiga 2013 (18 reti)
- African Women's Footballer of the Year: 2

2006, 2007